# Gesa Schneider
Gesa Schneider (* 1973 in Bonn) ist eine deutsch-schweizerische Literaturwissenschaftlerin, Kuratorin und Moderatorin. Von 2013 bis 2023 war sie Leiterin des Literaturhauses Zürich. Seit dem 1. Juli 2024 ist sie die neue Direktorin des Museum zu Allerheiligen in Schaffhausen, Schweiz.

## Leben und Werk
Gesa Schneider wuchs in Bonn, Campinas, Berlin, Neuchâtel und Lausanne auf. Sie studierte Germanistik, Romanistik, Philosophie und Komparatistik an der Universität Lausanne, Freien Universität Berlin und Universität Zürich. 2006 promovierte sie bei Christiaan L. Hart Nibbrig mit einer Arbeit über Franz Kafka und Fotografie. Sie ist deutsch-schweizerische Doppelbürgerin.
Sie war langjährige Kolumnistin der P. S. von 1999 bis 2006. An der University of Michigan in Ann Arbor lehrte sie zwischen 2002 und 2003 Deutsche Sprache und Literatur. Von 2006 bis 2013 arbeitete sie bei Martin Heller und „Heller Enterprises“, wo sie als Projektleiterin zahlreiche Ausstellungen und Kunstprojekte an den Schnittstellen von Kultur, Wirtschaft und Urbanismus entwickelte und umsetzte, u. a. die Ausstellung Wir Manager! und das interdisziplinäre Kunstprojekt Sound Development City. Außerdem war sie zwischen 2007 und 2013 Dozentin für Bildtheorie an der F+F Schule für Kunst und Design.
Von 2013 bis 2023 war Gesa Schneider Leiterin des Literaturhauses Zürich. Unter ihrer Intendanz haben sich die Zuschauerzahlen fast verdoppelt. Als Verantwortliche des Projekts Writers in Residence lud sie u. a. Teju Cole, Xiaolu Guo, Ken Bugul, Sjón, Maaza Mengiste, Georgi Gospodinov, Khaled Khalifa in die Schweiz ein. Nachdem sie und ihr Team die Ausschreibung zur Leitung des Museums Strauhof für sich entscheiden konnten, war sie zudem von 2015 bis 2019 zusammen mit Rémi Jaccard dessen Co-Direktorin. Bis heute ist sie Vorstandsmitglied des Museum Strauhof. Außerdem war sie zusammen mit Andreas Heusser von 2013 bis 2023 verantwortlich für das Programm des Literaturfestival Zürich. Gesa Schneider tritt als Moderatorin von Live-Veranstaltungen in Erscheinung und hat seit 2013 Gespräche und Lesungen moderiert (u. a. mit Lukas Bärfuss, Juli Zeh, Jenny Erpenbeck, Marlene Streeruwitz, Edouard Louis, Carolin Emcke, Leïla Slimani). Im Februar 2024 wurde sie zur neuen Direktorin des Museum zu Allerheiligen in Schaffhausen ernannt.

## Ausstellungen
- Wir Manager! Alles im Griff (zusammen mit Martin Heller), Vögele Kultur Zentrum Pfäffikon, 7. November 2010 bis 27. Februar 2011[9]
- Mars – Literatur im All (zusammen mit Philipp Theisohn), Museum Strauhof Zürich, 25. September 2015 bis 3. Januar 2016[10]
- Gomringer und Gomringer (zusammen mit Rémi Jaccard), Museum Strauhof Zürich, 6. Oktober 2016 bis  8. Januar 2017[11]
- Teju Cole – Blind Spot, Museum Strauhof Zürich, 8. Juni 2018 bis 29. Juli 2018[12]

## Publikationen
- Das Andere Schreiben. Kafkas fotografische Poetik. Königshausen & Neumann, Würzburg 2008.
- (mit Martin Heller): Wir Manager! Alles im Griff? NZZ Libro, Zürich 2010.
- Sound Development City. Expeditionsbuch 2012. London/Berlin/Zürich 2012.
- Sound Development City. Expeditionsbuch 2013. London/Berlin/Zürich 2012.
- Mars – Literatur im All. Publikation zur Ausstellung, Museum Strauhof, Zürich 2015.
- Gomringer und Gomringer. Publikation zur Ausstellung, Museum Strauhof, Zürich 2016.

## Jury-Tätigkeiten
- Rauriser Literaturpreis, 2017
- Die schönsten Schweizer Bücher, Bundesamt für Kultur, 2018–2021
- Prix Européen de L’Essai Charles Veillon, seit 2021